# 義德
義德，JP（Charles Montague Ede，1864年10月7日—1925年5月22日），香港保險業商人，1908年至1924年間任廣州於仁保險公司總司理，曾於1911年、1913年和1924年三度暫任立法局非官守議員，另在1922年和1924年兩度暫任行政局非官守議員。位於九龍塘的花園城市，最先由義德主持下於1920年代開發。
義德在1884年至1924年間任職於於仁保險，在1908年出任總司理前，曾先後在香港、上海、華北和日本橫濱各地的分行任職，在華期間，他曾經在1900年至1902年、以及在1903年至1904年，兩度出任上海公共租界工部局董事，此外又嘗任兩江總督和四川督軍的私人顧問。
義德在1908年出任於仁保險總司理後定居香港，在港期間曾參與創辦香港大學，是港大的創校校董之一。他在香港最為後人熟知的事蹟，是在1920年代於九龍塘主持建造英式花園城市。工程在1922年展開，目標投放300萬港元，在80英畝土地上建造約250所花園洋房和其他像遊樂場和學校的配套設施。然而，工程在義德於1925年病逝後陷入困難，最後經港府和富商何東爵士等人出資介入下，工程才於1930年竣工。港府後來為紀念義德對開發九龍塘立下的貢獻，把區內一條道路命名為義德道。

## 生平

### 早年生涯

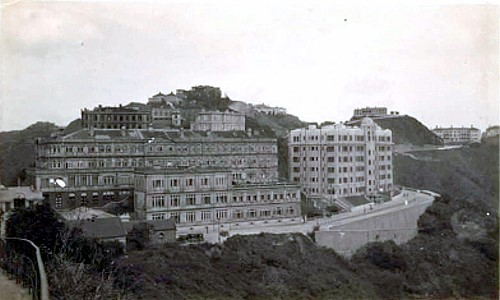
山頂酒店（圖左）的土地原本由義德的叔父N·J·義德擁有

義德祖籍英格蘭康沃爾郡，1864年10月7日生於鄂圖曼帝國（今土耳其）首都君士坦丁堡（今伊斯坦堡），父母分別是愛德華·法蘭西斯·義德（Edward Francis Ede）和瑪麗·克拉奇利（Mary Crutchley）。義德少時居於君士坦丁堡，在家中排行第二的他有一名兄長和一名胞妹，他的兄長名愛德華·霍恩比·義德（Edward Hornby Ede）曾於威爾斯卡迪夫任執業律師，其子哈羅德·史丹利·義德（Harold Stanley Ede，1895年－1990年）是藝術收藏家，嘗任英國倫敦泰特美術館副館長。義德的胞妹莫德·卡羅琳·義德（Maud Caroline Ede，1875年－1960年）是畫家和作家，1908年於瑞士盧加諾嫁給美國詩人和藝術史學家腓特烈·莫蒂默·克拉普（Frederick Mortimer Clapp，1879年－1969年），克拉普夫婦後來定居紐約。
義德的父親是律師出身，曾受僱於美國紐約的大都會人壽保險公司，負責在近東一帶監督公司的保險業務。義德另有一位名叫納撒尼爾·約瑟·義德（Nathaniel Joseph Ede）的叔父，這位叔父在香港生活，1871年至1899年間出任廣州於仁保險公司（The Union Insurance Society of Canton）總司理，曾獲香港政府奉委為潔淨局紳。義德的叔父早年在山頂爐峰峽建有大宅，大宅土地後來於1880年售出，並改建成為山頂酒店，也就是山頂廣場的前身。

### 保險業務

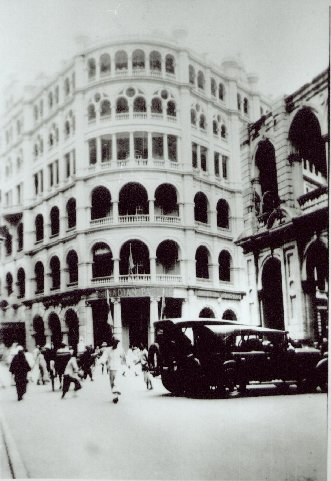
位於中環的於仁行

與他的父親和叔父一樣，義德很早便選擇投身保險業界，他在1884年3月遠赴遠東，加入叔父任職的廣州於仁保險公司，當時他年僅19歲。廣州於仁保險公司在1835年於廣州成立，但早於1841年香港開埠時，便已經把總部遷到香港，因此於仁保險實際上是一所以香港為基地的英資船務保險公司。雖然叔父是於仁保險的總司理，但義德仍舊從低做起，先後在香港、上海、華北和日本橫濱各地的分行任職，後來成為上海的分行司理。
在1908年，義德前往澳洲巡視業務後，獲董事會通過返回香港出任總司理一職，一任16年，至1924年6月才因病請辭。在總司理任內，義德積極擴充公司的業務，新設的分行遍及東京、漢口、天津、印尼泗水、孟買、悉尼、阿德萊德、布里斯本、珀斯、奧克蘭、威靈頓、基督城、溫哥華、多倫多、布宜諾斯艾利斯、開羅和約翰尼斯堡等地。在1911年，他又促成於仁保險與另一保險行保家行（North China Insurance Company）合併；後來又在1915年與上海泰安火險行（China Fire Insurance Company）合併，使公司的規模不斷擴大。
經過一連串的擴充，於仁保險的公司資本由1915年的400萬港元，大幅增加至1919年的200萬英鎊。至於在公司總資產淨值方面，也由1908年的只有100萬英鎊，增長至1924年的超過500萬英鎊，成為當時全球數一數二的船務保險公司之一。於仁保險的總部本設於中環皇后行（今香港文華東方酒店），在1921年，義德購入畢打街一座五層高商業大廈作為於仁保險總部，大廈遂改稱為於仁行（現址為遮打大廈）。

### 公職生涯

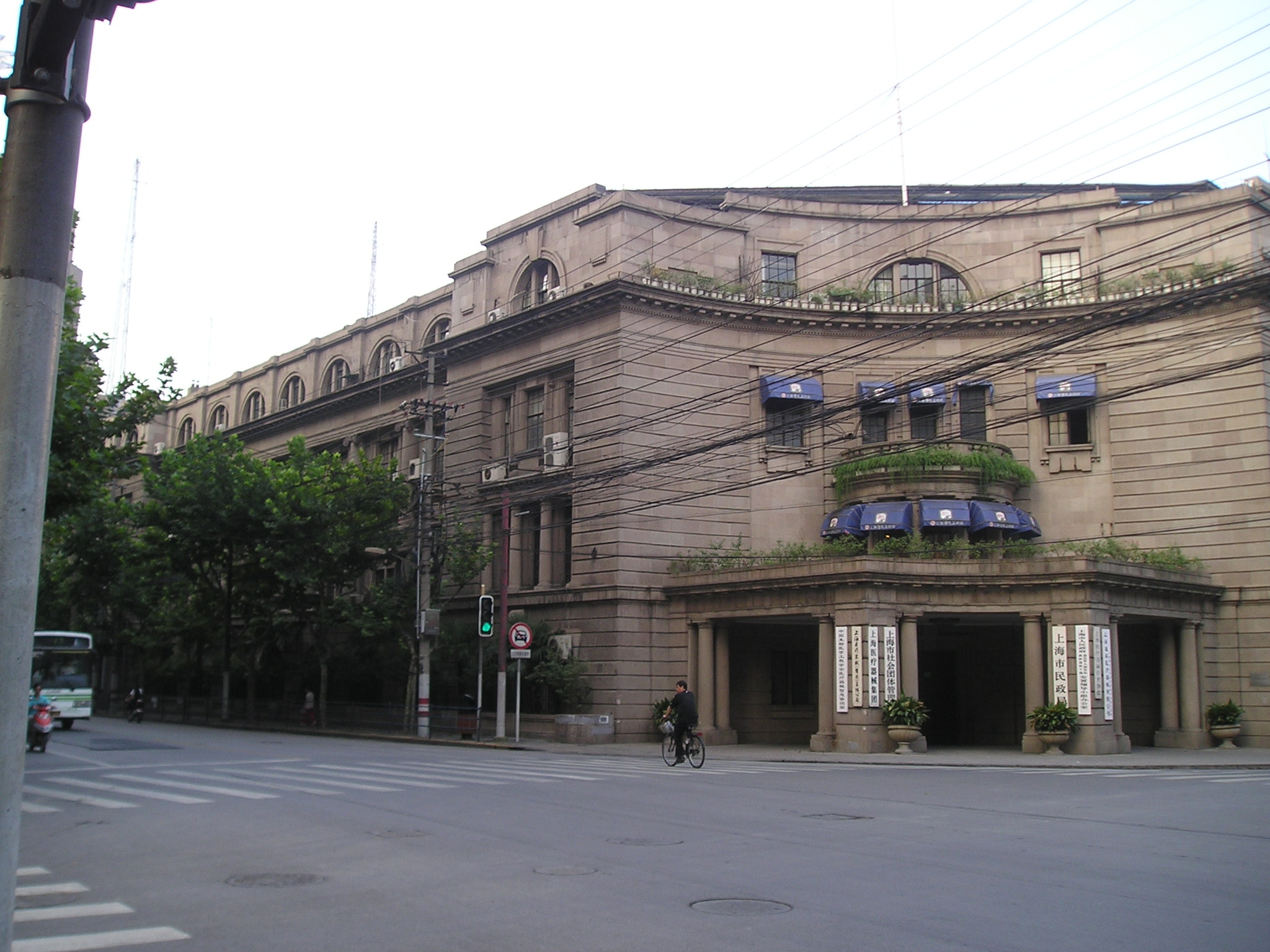
義德曾任上海公共租界工部局董事

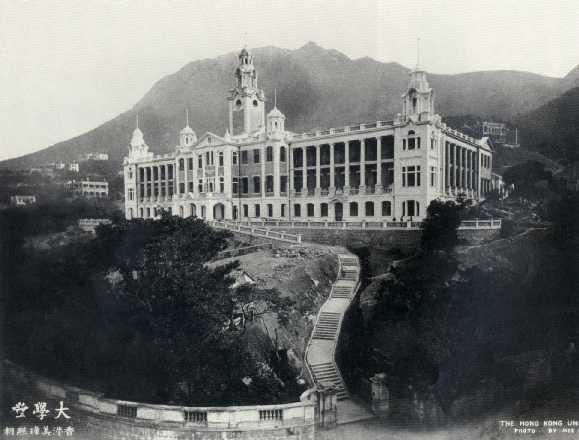
義德曾參與創辦香港大學，並且是創校校董之一

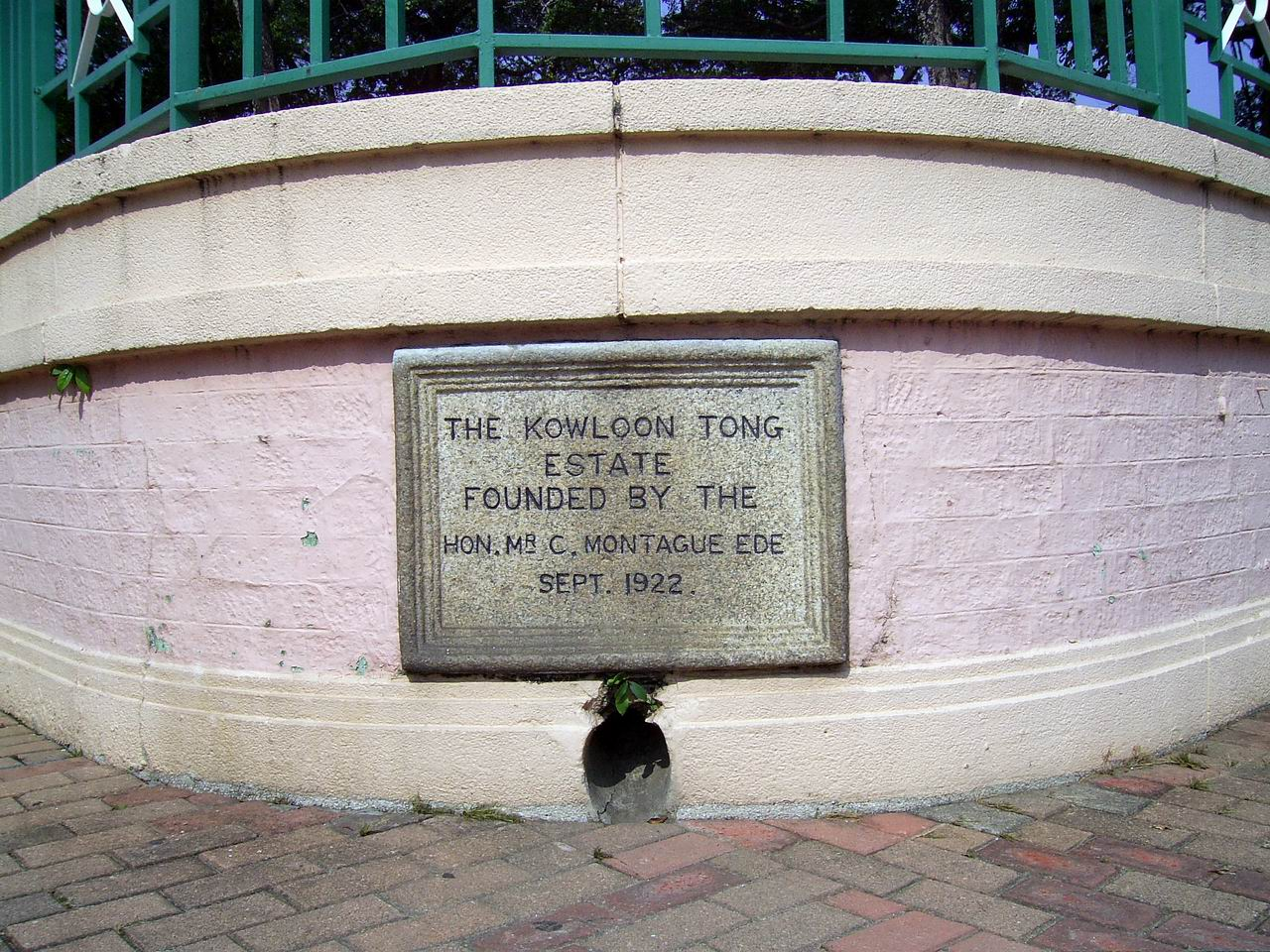
義德在1922年9月為九龍塘的花園城市開發計劃立下的奠基石，位於雅息士道休憩花園一隅

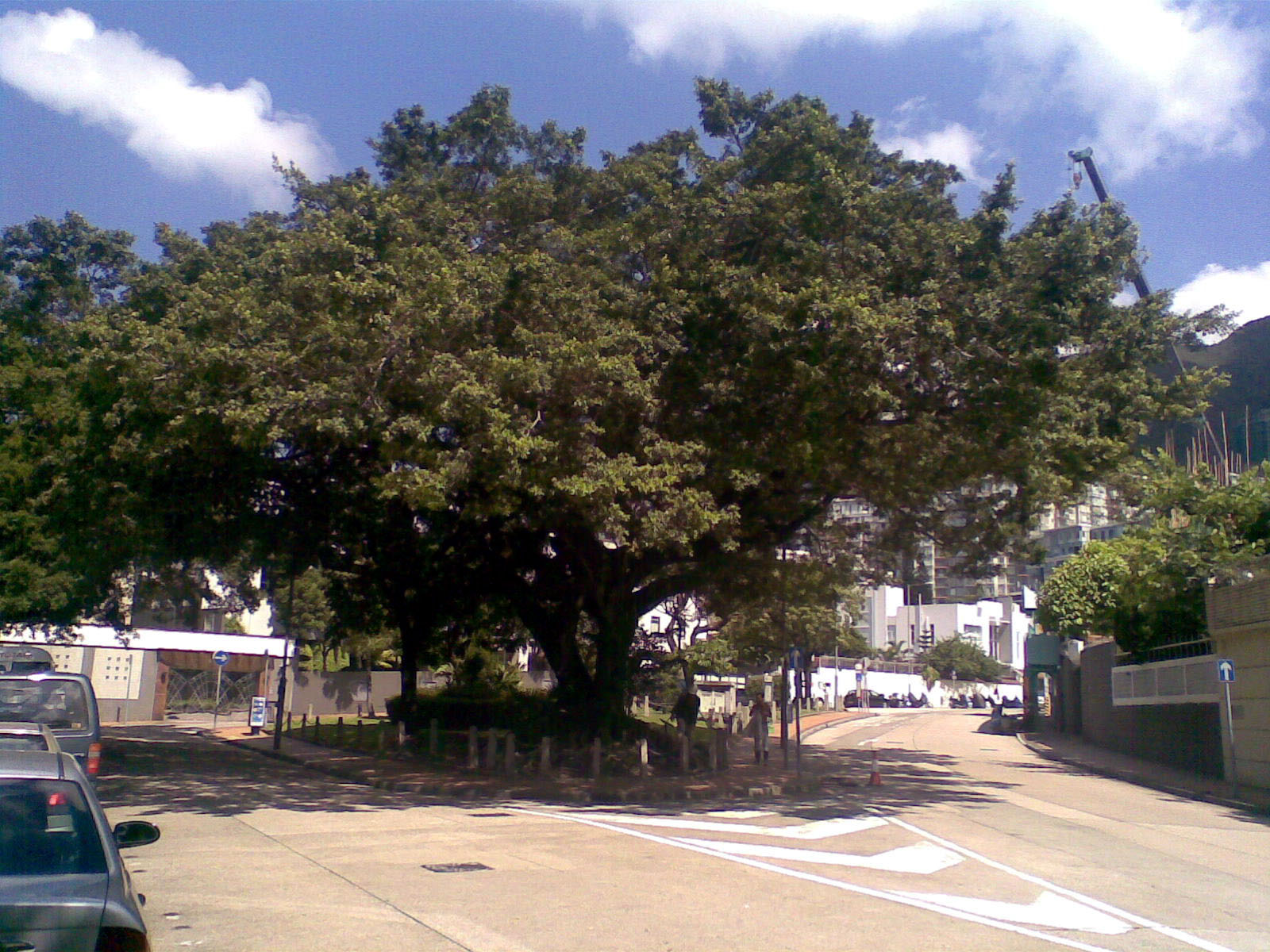
九龍塘多實街仍保留著當初花園城市的影子

早在上海工作的時候，義德已熱心關注公共事務，他曾經在1890年代參與籌措一個協助當地華人的饑荒救濟基金，並且在1900年3月至1902年3月、以及在1903年3月至1904年3月期間，兩度當選為上海公共租界工部局董事，在上海具一定影響力。此外，他也曾經兼任兩江總督和四川督軍的私人顧問。
在香港，義德在1909年至1911年間促成英國、法國、德國和美國聯手成立富爭議性的對華國際銀行團（The China Consortium），負責統一對清廷擬興建的湖廣鐵路（即粵漢鐵路和川漢鐵路）進行貸款，但事件後來卻引發促使清朝覆亡的保路風潮。後來在第一次世界大戰期間，義德曾參與創辦香港南華商務傳佈所（Publicity Bureau of South China），協助英資在華南地區通商和促進貿易，以便在戰時拓展新的市場。
在1908年2月，義德獲港府奉委為非官守太平紳士。隨後在1911年4月至10月，義德首度獲港督盧嘉爵士奉委為立法局臨時非官守議員；在1913年2月至10月，代表非官守太平紳士的立法局非官守議員普樂離港休假，義德遂獲推選臨時填補有關議席，並由港督梅含理爵士作出有關委任。在1924年6月至12月期間，義德再獲港督司徒拔爵士委任為立法局臨時非官守議員，是為第三度獲得委任。除了立法局外，義德也曾分別在1922年5月至10月、以及在1924年6月至12月期間，兩度獲港督司徒拔奉委為行政局臨時非官守議員。
義德曾支持港督盧嘉爵士興辦香港大學的構想，後於1911年港大成立時獲委任為首批創校校董之一。在1912年，英國外交官兼雪菲爾大學創校校長儀禮爵士獲聘為香港大學首任校長，義德對有關決定予以支持，並認為「以2,000英鎊年薪聘得擁有如儀禮爵士般的地位和才學的人，算是相當便宜」（A man of Sir Charles Eliot's standing and attainments was cheap at £2,000）。義德雖然不是港大的終身校董，但他卻一直獲得續任，直至1925年逝世為止。
在工商界方面，義德曾長年出任香港總商會理事，在1922年的時候曾代表商會出任威爾斯太子訪港招待委員會主席。在1924年，義德構思成立香港工業保障社（Hong Kong Industrial Security Association），提出以類似勞工保險的形式向參與計劃的勞工提供保障，有關構思還包括在九龍油麻地成立「同業大廈」（Trades Building），向勞工提供培訓之餘，還開設餐廳、雜貨店和醫院等設施，從而長遠改善勞資關係和減低發生罷工的機會。可是，隨著義德在1925年病逝，加上同年爆發省港大罷工，有關計劃最後無疾而終。

### 開發九龍塘
因應市區住宅供不應求，義德在1912年向港府倡議購入黃泥涌村後方渣甸山山腳一帶的土地，興建一個稱之為「賈梅士城」（Cidades Camoens）的英式花園城市，銷售對象以多數屬於中產階級的葡籍居民為主，並且以分期付款作招徠，可是計劃在當時遭遇不少反對而未能落實。一直到1920年，義德改為向港府提出在九龍塘一帶興建花園城市，計劃投資300萬港元，在80英畝的土地上建造約250所花園洋房和其他像遊樂場和學校的配套設施。
在1922年，時任行政局議員的義德幾經磋商下，成功爭取港府批准計劃，義德遂與其他英商在同年成立九龍塘及新界發展公司（Kowloon Tong and New Territories Development Company），並由義德出任總司理一職，主持開發工作。在同年9月，義德在九龍塘為開發計劃立下奠基石，標誌著工程的展開。根據港府與發展公司之間的協議，港府會負責平整發展地段內的土地，而發展公司則需要分期向政府繳納地價。為了減低成本，發展公司還在九龍塘自設工廠，自行燒製磚頭和其他建築物料。
九龍塘花園城市的開發計劃在初期進展良好，區內建有不少融合英國和葡萄牙風格的兩層高小洋房，而區內的道路則多以英國的地方命名。到1925年，發展地段內四分一的土地已按計劃移交予發展公司，可是，發展計劃卻在同年出現問題。首先是，義德在1925年因病逝世，香港隨後在同年爆發省港大罷工，導致勞工短缺，再加上樓市低迷冷卻和颱風襲港等原因，使到發展計劃一再拖延，而發展公司更因此陷入財政困難，後於1929年宣告清盤。
港府為免發展計劃爛尾，唯有插手提供財政援助，另一方面，富商何東爵士也注入資金支持計劃，同時間協助居民成立九龍塘花園城俱樂部（九龍塘會前身），使計劃得以維持。到1930年，九龍塘花園城市的開發計劃才大致完成，而港府為答謝何東對計劃提供的援助，遂以九龍塘南部一條道路命名為何東道；另為紀念義德提出九龍塘花園城市的構想，以及對九龍塘開發初期所作的貢獻，港府也以花園城市北部的一條道路命名為義德道。
值得一提的是，在1924年9月的行政局會議上，義德曾建議在九龍塘筆架山山腳修建水塘，為區內的建築物提供沖廁用水和其他灌溉用水。港府當時以城門水塘正在興建為理由反對建議，但贊成由九龍塘及新界發展公司自資闢建水塘，條件是港府對水塘日後的管理和維修概不負責。然而，隨著發展公司清盤和區內缺水問題持續，沖廁用水和灌溉用水不足的問題一直困擾九龍塘的居民。居民一方曾多番要求港府提供有關用水，但港府卻不為所動，使雙方多年的爭執沒完沒了。港府後來在1930年代初才決定接管水塘，再加上有條件地答應向九龍塘居民提供沖廁用水和灌溉用水，有關問題才逐步得到解決。至於義德當年所修建的水塘，即為後人所稱的小西湖。

### 晚年生涯
晚年的義德健康狀況欠佳，在1919年，他到美國加州接受大型手術，雖然當時的醫生估計即使手術成功，他也只有一至兩年壽命，但出乎意料地，義德在手術後兩年仍然存活下來。在1924年6月，義德再因為健康理由，被迫告別服務前後40年的於仁保險，辭任總司理一職，但繼續出任立法局和行政局的臨時職務。義德退休時，於仁保險董事會特別決定向他發放20,000英鎊退休金和連續三年發放佣金，以答謝他多年來對於仁保險所作的貢獻。
不過，義德退休後的身體狀況始終沒有起色。在1925年，義德計劃在5月17日啟程前往美國三藩市療養身體，但因為病情惡化而未能成行。在1925年5月22日上午10時，久病不起的義德在山頂道10號達靈頓府（Derrington）大宅內病逝，終年60歲，死時妻子、女兒和女婿皆在旁照料。義德死後，隨即於同日下午五時在中環聖約翰座堂舉行喪禮，各界前往致悼者眾，當中更包括港督司徒拔爵士等知名人士，遺體在喪禮過後當晚即移奉往銅鑼灣的火葬場火化。在義德病逝當日，香港多處地方均下半旗致哀，在同年5月28日的立法局會議上，港督司徒拔爵士、局內首席非官守議員普樂和首席華人非官守議員周壽臣，也再一次對其病逝致以軫悼。

## 個人生活
義德的妻子名格特魯德·伊麗莎白·盧普頓（Gertrude Elizabeth Lupton，1868年－1937年），兩人共育有一子一女，分別為：
- 陸軍上校伯特倫·孟塔古·義德（Colonel Bertram Montague Ede）：第二次世界大戰擔任軍情五處位於馬爾他的總管，其子查爾斯·理查·孟塔古·義德（Charles Richard Montague Ede，1921年10月22日－2002年5月29日）是英國倫敦精品收藏書出版商一頁社（Folio Society）的創辦人；[37]及
- 維奧莉·孟塔古·義德（Violet Montague Ede）：1913年4月12日於香港中環的聖約翰座堂，嫁給陸軍少校奧斯汀·摩根·羅瑟勒姆（Major Austen Morgan Rotheram）。[38][39]

義德生前十分關注中國政治，曾在香港和海峽殖民地的報章撰寫評論文章；此外，他十分熱愛日本，曾多次到訪日本，並結交不少日本友人，日本天皇也曾向他頒授瑞寶章，表揚他對促進日本商務的貢獻。
義德在1925年5月身後，在香港共遺下逾122萬港元遺產，根據他在1920年立下的一份遺囑，遺產扣除遺產稅後，全數由他的遺孀繼承。義德的妻子格特魯德在一次世界大戰期間，曾在上海參與支持比利時的慈善活動，因此在1920年獲比利時國王頒授比利時伊麗莎白王后勳章。

## 榮譽

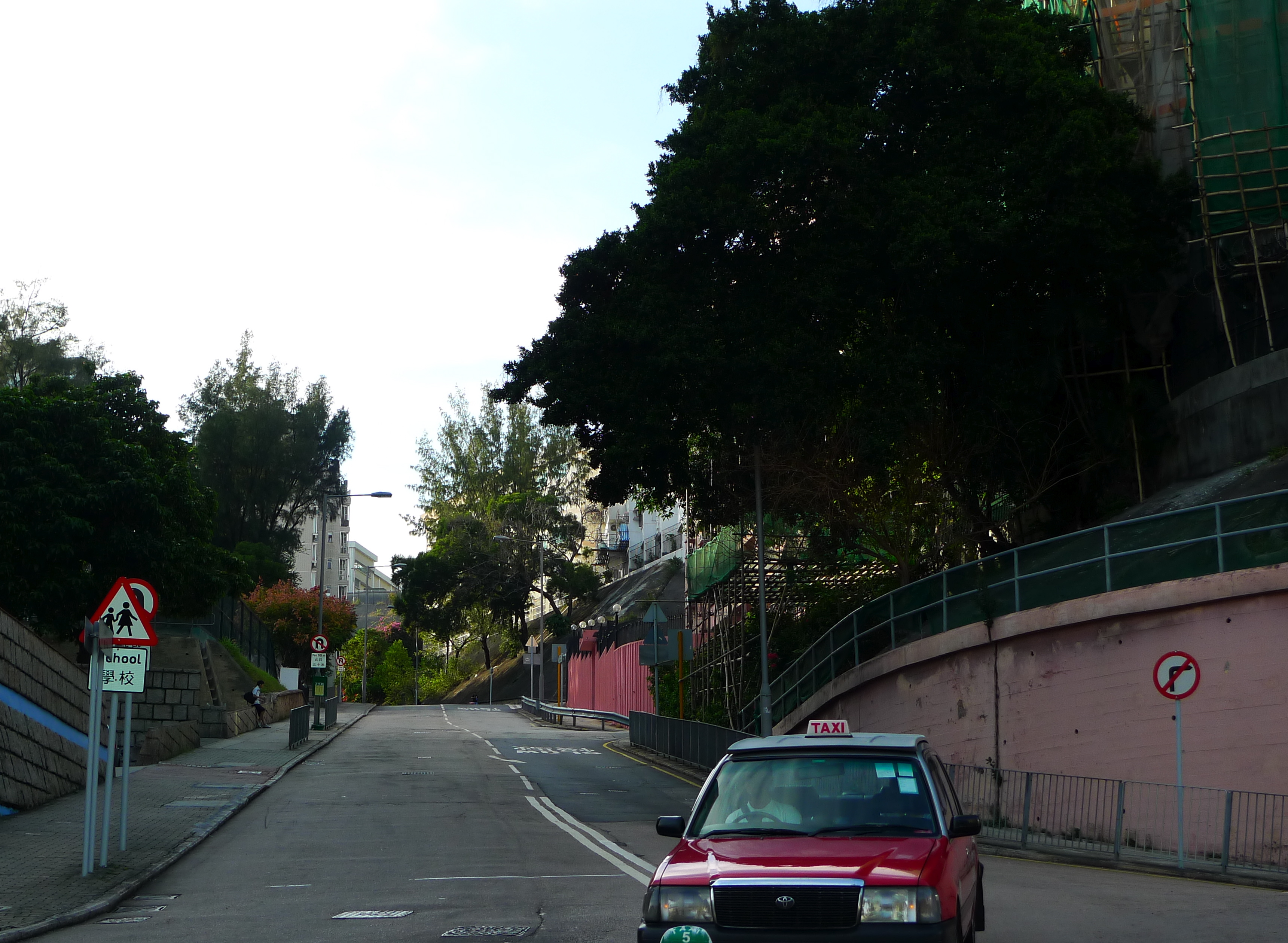
九龍塘義德道

### 殊勳
- J.P. （1908年2月，非官守）
- 瑞寶章 （日本）

### 以他命名的地方
- 義德道（Ede Road）：位於香港九龍塘，南起歌和老街，通往筆架山住宅區，而歌和老街碰巧以義德的故鄉康沃爾郡命名。

## 注腳
1. 1 2 3 4 5 6 7 8 9 10 11  "The Colony's Loss - Death of Mr. Montague Ede - Notable Career - Keen Interest in Public Affairs", The China Mail, 22 May 1925, p.1.
2. ↑  "Charles Montague Ede" (retrieved on 23 August 2018)
3. 1 2 3 4  Downs, Winfield Scott, Encyclopedia of American Biography: New Series Vol. 32. US: American Historical Society, 1963.
4. 1 2 3 4 5 6 7 8 9 10  "Death of C. M. Ede - End of a Notable Career - Hongkong's Great Loss", The Hongkong Telegraph, 22 May 1925, p.1.
5. 1 2  Smith, Cades Alfred, The British in China and Far Eastern Trade. E.P. Dutton & Co., 1920.
6. ↑  "Mr. Ede's Departure", The Hong Kong Weekly Press, 21 May 1898, p.400.
7. ↑  〈昔日輝煌山頂酒店〉，《CityLife東方之珠》，造訪於2011年10月3日。
8. 1 2 3 4 5 6  "Insurance in China - Unsettled Condition Hampering Trade - Otherwise Optimistic Outlook - Union Insurance Society Annual Meeting", The China Mail, 16 May 1924, p.5.
9. ↑  "Insurance Societies Combine", The Straits Times, 23 January 1911, p.7.
10. ↑  Jurors List of 1919. Hong Kong: Hong Kong Government, 1919.
11. ↑  Jurors List of 1924. Hong Kong: Hong Kong Government, 1924.
12. ↑  〈上海公共租界工部局董事表〉，《上海市地方志辦公室》，造訪於2011年10月3日。
13. ↑  "The late Mr. Montague Ede - An Appreciation of his Work in Shanghai", The Honkong Daily Press, 28 May 1925, p.4.
14. 1 2 3 4  "Death of Mr. Montague Ede - Colony Loses a Public-spirited Citizen - Funeral Service at St. John's Cathedral", The Hongkong Daily Press, 23 May 1925, p.5.
15. ↑  The Straits Times, 6 August 1919, p.13.
16. ↑  "British-China Trade Bureau", The Singapore Free Press and Mercantile Advertiser, 12 February 1920, p.109.
17. ↑  "No. 113", The Hong Kong Government Gazette, 26 April 1911.
18. ↑  "Legislative Council - Mr. Ede's Name Proposed for Vacancy", The Hongkonh Telegraph, 14 January 1913, p.4.
19. ↑  "No. 25", The Hong Kong Government Gazette, 31 January 1913.
20. ↑  "No. 155", The Hong Kong Government Gazette, 21 March 1924.
21. ↑  "No. 259", The Hong Kong Government Gazette, 7 June 1922.
22. ↑  "No. 285", The Hong Kong Government Gazette, 16 May 1924.
23. ↑  "No. 504", The Hong Kong Government Gazette, 3 September 1924.
24. ↑  "Housing Problem in Hongkong", The Singapore Free Press and Mercantile Advertiser, 10 January 1914, p.3.
25. 1 2  〈1935年：九龍塘花園城會所建成開幕〉，《香港6000年》。香港：齡記出版集團，2005年。
26. 1 2 3 4 5 6  Hayes, James, Smith, Carl, and Werle, Helga, "Programme Notes for Visits to Places of Interest in Hong Kong and Kowloon, 1974: Kennedy Town, Old Wanchai, Old Western District, the Diocesan Boy's School and La Salle College, and Ceramic Factory and Sam Tung Uk, N.T.", Journal of the Hong Kong Branch of the Royal Asiatic Society Vol. 14, 1974.
27. ↑  《九龍城區風物志》，香港：九龍城區議會，2005年11月。
28. 1 2  Yanne, Andrew, and Heller, Gillis, Signs of a Colonial Era. Hong Kong: Hong Kong University Press, 2009.
29. 1 2  OFFICIAL REPORT OF PROCEEDINGS. Hong Kong: Legislative Council, 19 April 1928.
30. ↑  "A Kowloon Tong Problem - No Water Available for Flushing", The Hongkong Telegraph, 8 January 1930, pp.1 & 8.
31. ↑  "Kowloon Tong Residents' Complaint - No Water for Closets", The Hongkong Telegraph, 18 October 1933, p.7.
32. ↑  "Kowloon Tong Water Scandal", The Hongkong Telegraph, 19 October 1933, p.16.
33. ↑  〈青年偕友郊遊，淹死小西湖中〉，《大公報》第一張第四版，1959年12月4日。
34. ↑  "Mr. Montague Ede", The China Mail, 27 April 1925, p.1.
35. ↑  OFFICIAL REPORT OF PROCEEDINGS. Hong Kong: Legislative Council, 28 May 1925.
36. ↑  "Gertrude Elizabeth Lupton Ede" (retrieved on 23 August 2018)
37. ↑  "Ede, Charles Richard Montague", Oxford Dictionary of National Biography. UK: Oxford University Press, 2006.
38. ↑  "Forthcoming Marriage - Miss Violet Montague Ede and Major Rotheram", The Hongkong Telegraph, 1 April 1913, p.7.
39. ↑  "Social and Personal", The Straits Times, 23 April 1913, p.8.
40. ↑  "Mr. Montague Ede's Will - Estate of over $1,000,000", The Hongkong Daily Press, 5 August 1925, p.3.
41. ↑  "Social and Personal", The Straits Times, 8 September 1920, p.8.

### 英文資料
- "Mr. Ede's Departure", The Hong Kong Weekly Press, 21 May 1898, p.400.
- "Insurance Societies Combine", The Straits Times, 23 January 1911, p.7. 網上版本[永久]
- "No. 113", The Hong Kong Government Gazette, 26 April 1911. 網上版本
- "Legislative Council - Mr. Ede's Name Proposed for Vacancy", The Hongkonh Telegraph, 14 January 1913, p.4.
- "No. 25", The Hong Kong Government Gazette, 31 January 1913. 網上版本
- "Forthcoming Marriage - Miss Violet Montague Ede and Major Rotheram", The Hongkong Telegraph, 1 April 1913, p.7.
- "Social and Personal", The Straits Times, 23 April 1913, p.8. 網上版本[永久]
- "Housing Problem in Hongkong", The Singapore Free Press and Mercantile Advertiser, 10 January 1914, p.3. 網上版本[永久]
- Jurors List of 1919. Hong Kong: Hong Kong Government, 1919. 網上版本
- The Straits Times, 6 August 1919, p.13. 網上版本[永久]
- "British-China Trade Bureau", The Singapore Free Press and Mercantile Advertiser, 12 February 1920, p.109. 網上版本[永久]
- "Social and Personal", The Straits Times, 8 September 1920, p.8. 網上版本[永久]
- Smith, Cades Alfred, The British in China and Far Eastern Trade. E.P. Dutton & Co., 1920.
- "No. 259", The Hong Kong Government Gazette, 7 June 1922. 網上版本
- Jurors List of 1924. Hong Kong: Hong Kong Government, 1924. 網上版本
- "No. 155", The Hong Kong Government Gazette, 21 March 1924. 網上版本
- "No. 285", The Hong Kong Government Gazette, 16 May 1924. 網上版本
- "Insurance in China - Unsettled Condition Hampering Trade - Otherwise Optimistic Outlook - Union Insurance Society Annual Meeting", The China Mail, 16 May 1924, p.5.
- "No. 504", The Hong Kong Government Gazette, 3 September 1924. 網上版本
- "Mr. Montague Ede", The China Mail, 27 April 1925, p.1.
- "The Colony's Loss - Death of Mr. Montague Ede - Notable Career - Keen Interest in Public Affairs", The China Mail, 22 May 1925, p.1.
- "Death of C. M. Ede - End of a Notable Career - Hongkong's Great Loss", The Hongkong Telegraph, 22 May 1925, p.1.
- "Death of Mr. Montague Ede - Colony Loses a Public-spirited Citizen - Funeral Service at St. John's Cathedral", The Hongkong Daily Press, 23 May 1925, p.5.
- "The late Mr. Montague Ede - An Appreciation of his Work in Shanghai", The Honkong Daily Press, 28 May 1925, p.4.
- OFFICIAL REPORT OF PROCEEDINGS. Hong Kong: Legislative Council, 28 May 1925. 網上版本（页面存档备份，存于）
- "Mr. Montague Ede's Will - Estate of over $1,000,000", The Hongkong Daily Press, 5 August 1925, p.3.
- OFFICIAL REPORT OF PROCEEDINGS. Hong Kong: Legislative Council, 19 April 1928. 網上版本 （页面存档备份，存于）
- "A Kowloon Tong Problem - No Water Available for Flushing", The Hongkong Telegraph, 8 January 1930, pp.1 & 8.
- "Kowloon Tong Residents' Complaint - No Water for Closets", The Hongkong Telegraph, 18 October 1933, p.7.
- "Kowloon Tong Water Scandal", The Hongkong Telegraph, 19 October 1933, p.16.
- Downs, Winfield Scott, Encyclopedia of American Biography: New Series Vol. 32. US: American Historical Society, 1963.
- Hayes, James, Smith, Carl, and Werle, Helga, "Programme Notes for Visits to Places of Interest in Hong Kong and Kowloon, 1974: Kennedy Town, Old Wanchai, Old Western District, the Diocesan Boy's School and La Salle College, and Ceramic Factory and Sam Tung Uk, N.T.", Journal of the Hong Kong Branch of the Royal Asiatic Society Vol. 14, 1974. 網上版本
- "Ede, Charles Richard Montague", Oxford Dictionary of National Biography. UK: Oxford University Press, 2006.
- Yanne, Andrew, and Heller, Gillis, Signs of a Colonial Era. Hong Kong: Hong Kong University Press, 2009. 網上版本
- "Charles Montague Ede（页面存档备份，存于）", Find A Grave, retrieved on 23 August 2018.
- "Gertrude Elizabeth Lupton Ede（页面存档备份，存于）", Find A Grave, retrieved on 23 August 2018.

### 中文資料
- 〈青年偕友郊遊，淹死小西湖中〉，《大公報》第一張第四版，1959年12月4日。
- 〈1935年：九龍塘花園城會所建成開幕〉，《香港6000年》。香港：齡記出版集團，2005年。網上版本
- 《九龍城區風物志》，香港：九龍城區議會，2005年11月。網上版本
- 〈上海公共租界工部局董事表〉，《上海市地方志辦公室》，造訪於2011年10月3日。網頁
- 〈昔日輝煌山頂酒店〉，《CityLife東方之珠》，造訪於2011年10月3日。網頁（页面存档备份，存于）

## 外部連結
- Ede, C. Montague, "Washington Conference", The Straits Times, 7 October 1921, p.11.
- Ede, C. Montague, "Pacific Problem[永久]", The Straits Times, 12 October 1921, p.10.